# The Million Pound Note
The Million Pound Note (llamada El millonario en España) es una película cómica británica de 1954, dirigida por Ronald Neame y protagonizada por Gregory Peck. Se basa en el cuento de Mark Twain The Million Pound Bank Note.

## Argumento
En 1903, el marinero estadounidense Henry Adams (Gregory Peck) se encuentra atrapado sin dinero en Inglaterra y se ve envuelto en una inusual apuesta entre dos hermanos ricos y excéntricos, Oliver (Ronald Squire) y Roderick Montpelier (Wilfrid Hyde-White). Estos convencen al Banco de Inglaterra de emitir un billete de un millón de libras, que entregan a Adams en un sobre (solo le dicen que contiene algo de dinero). La razón de esto es que Oliver considera que la mera existencia del billete permitirá a su poseedor obtener lo que necesite, mientras que Roderick sostiene que en realidad tendría que canjearlo para que sea de alguna utilidad.
Una vez que Adams se recupera del impacto de descubrir el enorme valor del billete, trata de devolvérselo a los hermanos, pero el mayordomo le comunica que han abandonado el país durante un mes. A continuación, encuentra una carta en el sobre, que explica la apuesta y  donde se le promete un puesto de trabajo si se logra evitar canjear el billete durante ese mes.
En un primer momento, todo va como Oliver había predicho. Adams es confundido con un millonario excéntrico y no tiene problemas para conseguir alimentos, ropa y una suite de hotel a crédito, con solo mostrar su billete. La historia del billete aparece en los periódicos. Adams es recibido en círculos sociales exclusivos, reuniéndose con el embajador de Estados Unidos y la aristocracia inglesa. Además llega a hacerse muy amigo de Portia Lansdowne (Jane Griffiths), la sobrina de la duquesa de Cromarty.
Más tarde, su compatriota Lloyd Hastings (Hartley Power) le propone respaldar un proyecto empresarial. Hastings dice a Adams que no tiene que poner dinero propio, la mera asociación permitirá a Hastings recaudar el dinero que necesita para poner en marcha una mina de oro con la venta de acciones.
Los problemas comienzan cuando el duque de Frognal (A. E. Matthews), que había sido desalojado sin contemplaciones de la suite que ahora ocupa Adams, le esconde el billete para gastarle una broma. Cuando Adams es incapaz de enseñar el billete, el pánico se desata entre los accionistas y acreedores de Adams. Afortunadamente el duque se arrepiente, todo se arregla al final, y Adams es capaz de devolver el billete a los hermanos Montpellier a finales del mes.

## Reparto
- Gregory Peck como Henry Adams.
- Ronald Squire como Oliver Montpelier.
- Wilfrid Hyde-White como Roderick Montpelier.
- Joyce Grenfell como Duquesa de Cromarty.
- A. E. Matthews como Duque de Frognal.
- Maurice Denham como Mr. Reid
- Reginald Beckwith como Rock.
- Brian Oulton como Lloyd.
- John Slater como Parsons.
- Wilbur Evans como Embajador americano.
- Hartley Power as Hastings.
- George Devine como Propietario de restaurante.
- Bryan Forbes como Todd.
- Gudrun Ure como Renie (Ann Gudrun).
- Hugh Wakefield como Duque de Cromarty.
- Jane Griffiths como Portia Lansdowne.